# Bare (Hadžići)
Pour les articles homonymes, voir Bare.
Bare (en serbe cyrillique : Баре) est un village de Bosnie-Herzégovine. Il est situé dans la municipalité de Hadžići, dans le canton de Sarajevo et dans la fédération de Bosnie-et-Herzégovine. Selon les premiers résultats du recensement bosnien de 2013, il abrite une population inférieure ou égale à 10 habitants.

## Démographie

### Évolution historique de la population
| 1948 | 1953 | 1961 | 1971 | 1981 | 1991 | 2013 |
| ---- | ---- | ---- | ---- | ---- | ---- | ---- |
| -    | -    | 144  | 159  | 129  | 126  | ≤ 10 |

|  |

### Répartition de la population par nationalités (1991)
En 1991, les 126 habitants du village étaient tous serbes.